# آشیکاگا یوشی‌موچی
آشیکاگا یوشی‌موچی (به ژاپنی: 足利 義持 Ashikaga Yoshimochi) (۱۲ مارس، ۱۳۸۶ – ۳ فوریه، ۱۴۲۸) چهارمین شوگون از شوگون‌سالاری آشیکاگا بود که در طول سال‌های ۱۳۹۴–۱۴۲۳ در دوره موروماچی بر ژاپن حاکم بود. یوشی‌موچی پسر شوگون سوم آشیکاگا یوشی‌میتسو بود.

## جانشینی و حکومت
در سال ۱۳۹۴، یوشیمیتسو از عنوان خود به نفع پسر خردسالش صرف نظر کرد و یوشیموچی به‌طور رسمی در دفتر او به عنوان «شوگون» تأیید شد. علیرغم هرگونه ظاهری بازنشستگی «شوگون» پیر هیچ‌یک از قدرت‌های خود را رها نکرد و یوشیمیتسو تا زمان مرگش به حفظ اقتدار بر شوگون‌سالاری ادامه داد. یوشیموچی تنها پس از مرگ پدرش در سال ۱۴۰۸ قدرت نامحدودی را به عنوان «شوگون» اعمال کرد.
در سال ۱۳۹۸، در ششمین سال سلطنت پادشاه تائجو چوسان، یک هیئت دیپلماتیک به ژاپن فرستاده شد. پاک تانگ چی و همراهانش در سال ۱۳۹۸ وارد کیوتو شدند (اوئی (دوره) روز پنجم، ماه هشتم). شوگون یوشیموچی یک نامه رسمی دیپلماتیک به فرستاده ارائه کرد. و هدایایی به فرستاده داده شد تا به دربار چوسان منتقل کند.
در سال ۱۴۰۸، یوشی‌موچی به عنوان یک «شوگون» معرفی شد. سال بعد آشیکاگا موچیئوجی کاماکورا کوبو می‌شود. In
در سال ۱۴۱۱، یوشیموچی روابط خود را با چین قطع کرد.
امپراتور گو-کوماتسو در سال ۱۴۱۳ از سلطنت کناره‌گیری کرد، بنابراین امپراتور شوکو در رد یک توافق بر تاج و تخت می‌نشیند. این منجر به تجدید خصومت بین شوگون سالاری و حامیان دربار جنوبی شد. اختلاف بین آشیکاگا موچیئوجی، کاماکورا کوبو در کاماکورا و اوئه‌سوگی زنشو (کانتو کانری) در ۱۴۱۵، و شورش اوئه‌سوگی زنشو در سال بعد، اما توسط آشیکاگا موچیئوجی تا سال ۱۴۱۷ سرکوب شد.